# Grabarje (Kutjevo)
Grabarje falu Horvátországban, Pozsega-Szlavónia megyében. Közigazgatásilag Kutjevohoz tartozik.

## Fekvése
Pozsegától légvonalban 14, közúton 20 km-re északkeletre, községközpontjától 7 km-re délre, a Pozsegai-medencében, a Pozsegáról Nekcsére menő 51-es főttól délre, Ferovac és Ćosinac között, a Jablanac-patak mellett fekszik.

## Története
A régészeti leletek alapján a település területe a legrégibb idők óta folyamatosan lakott volt. Határában számos lelőhely található, melyek közül a „Mihaljevačko polje“, a „Mračaj”, az „Odsjek“, a „Grblje“, (mind történelem előtti települések maradványaival) a „Prud” (vučedoli kultúra) és a „Rupe“ (ókori temető) lelőhelyek a legjelentősebbek. A régészeti leletek a kőkorszakról a középkorig terjednek bizonyítva a terület folyamatos népességét.
Grabarje falu már a középkorban is létezett. 1400-ban és 1469-ben „Grabarya”, 1489-ben „Graborya”, 1493-ban „Grabarya”, illetve „Grabarye” alakban szerepel a korabeli forrásokban. Az Orbovai család birtoka volt. A török uralom idején muzulmán hitre áttért horvátok lakták, akik a felszabadító harcok idején Boszniába menekültek. A török kiűzését követően a török uralom alatt maradt Boszniából katolikus horvátok települtek be. 1698-ban „Grabarie” néven 16 portával szerepel a török uralom alól felszabadított szlavóniai települések összeírásában. 1730-ban 37, 1760-ban 47 ház állt a településen.
Az első katonai felmérés térképén „Dorf Grabarie”néven látható. Lipszky János 1808-ban Budán kiadott repertóriumában „Grabarje” néven szerepel. Nagy Lajos 1829-ben kiadott művében „Grabarje” néven 58 házzal és 418 katolikus vallású lakossal találjuk.
A településnek 1857-ben 419, 1910-ben 549 lakosa volt. 1910-ben a népszámlálás adatai szerint lakosságának 70%-a horvát, 12%-a cseh, 12%-a szlovák, 4%-a német anyanyelvű volt. Pozsega vármegye Pozsegai járásának része volt. Az első világháború után 1918-ban az új szerb-horvát-szlovén állam, majd később (1929-ben) Jugoszlávia része lett. 1942-ben megalakult az önkéntes tűzoltóegylet. 1991-ben lakosságának 95%-a horvát nemzetiségű volt. A településnek 2011-ben 490 lakosa volt.

## Lakossága
| Lakosság változása | Lakosság változása | Lakosság változása | Lakosság változása | Lakosság változása | Lakosság változása | Lakosság változása | Lakosság változása | Lakosság változása | Lakosság változása | Lakosság változása | Lakosság változása | Lakosság változása | Lakosság változása | Lakosság változása | Lakosság változása |
| ------------------ | ------------------ | ------------------ | ------------------ | ------------------ | ------------------ | ------------------ | ------------------ | ------------------ | ------------------ | ------------------ | ------------------ | ------------------ | ------------------ | ------------------ | ------------------ |
| 1857               | 1869               | 1880               | 1890               | 1900               | 1910               | 1921               | 1931               | 1948               | 1953               | 1961               | 1971               | 1981               | 1991               | 2001               | 2011               |
| 419                | 375                | 352                | 433                | 521                | 549                | 652                | 717                | 753                | 767                | 728                | 708                | 606                | 556                | 545                | 490                |

## Nevezetességei
- A Mračaj régészeti lelőhelyen az első leleteket, egy késő bronzkori hamvasztásos sír mellékleteit agyagásás közben találták az akkori téglavető területén. Az első régészeti feltárások 1980-ban kezdődtek, melyek során egy késő bronzkori temető egy része került napvilágra. A leleteket a szakemberek az urnamezős kultúra Barice-Gređani csoportjához sorolták. Az ásatás 2003-ban egy kisebb terület feltárásaval folytatódott jelentősebb leletek nélkül.[9]
- A Mihaljevačko polje – Beč régészeti övezet[10] a falutól délre, a Londža völgyében található. A lelőhelyre az 1970-es években csatornaépítés közben bukkantak rá. A feltárások során több történelmi kor leletei kerültek elő. A legrégebbi leletek kőkorszakiak, de képviselteti magát az újkőkorszak (Balaton-lasinjai kultúra), a bronzkor, a vaskor (latén kultúra), a római kor és a középkor is. A lelőhely közvetlen közelében egy másik lelőhely is található, mely a Grabaračke livade nevet viseli. Itt is számos értékes lelet került elő, mely szintén a terület folytatólagos népességét igazolja.

## Oktatás
A településen a kutjevói elemi iskola területi iskolája működik.